# NGC 4411A
NGC 4411A este o galaxie situată în constelația Fecioara. A fost descoperită în  de către . Se află la o distanță de 16,12 megaparseci de Pământ.